# El Norte
El Norte és una pel·lícula dramàtica britànica-estatunidenca del 1983, dirigida per Gregory Nava. El guió va ser escrit per Gregory Nava i Anna Thomas, basat en la història de Nava. La pel·lícula es va presentar per primera vegada al Festival de Cinema de Telluride l'any 1983, i la seva estrena general va ser el gener de 1984.
El drama compta amb Zaide Silvia Gutiérrez i David Villalpando, en els seus primers papers cinematogràfics, com a dos joves indígenes que fugen de Guatemala per motius ètnics i la persecució política de la Guerra Civil de Guatemala. Es dirigeixen cap al nord i viatgen per Mèxic fins als Estats Units, arribant a Los Angeles, Califòrnia, després d'un ardu viatge.
La pel·lícula va ser finançada en part pel Public Broadcasting Service (PBS), un servei de televisió de radiodifusió pública sense ànim de lucre als Estats Units. El Norte va rebre una nominació als Premi de l'Acadèmia al Millor Guió Original el 1985, la primera pel·lícula independent llatinoamericana a rebre aquesta distinció. El 1995, la pel·lícula va ser seleccionada per a la seva conservació al National Film Registry per la Biblioteca del Congrés dels Estats Units com a "important culturalment, històricament o estèticament".

## Argument
La redacció en equip de Nava i Thomas va dividir la història en tres parts:

### Arturo Xuncax
La primera part té lloc en un petit poble rural de Guatemala anomenat San Pedro i presenta la família Xuncax, un grup d'indígenes maia. Arturo és recol·lector de cafè i la seva dona mestressa de casa. Arturo explica al seu fill, Enrique, la seva visió del món i com li va lindio a la vida guatemalteca, assenyalant que, "per als rics, el camperol és només un parell de braços forts". Arturoi la seva família discuteixen llavors la possibilitat d'anar als Estats Units on "tota la gent, fins i tot els pobres, tenen els seus propis cotxes".
A causa dels seus intents de formar un sindicat entre els treballadors, Arturo i els altres organitzadors són atacats i assassinats per tropes governamentals quan un company de feina és subornat per trair-los: es veu el cap tallat d'Arturo penjat d'un arbre. Quan Enrique intenta pujar a l'arbre que mostra el cap del seu pare, un soldat l'ataca. L'Enrique lluita i mata l'atacant, després s'escapa amb la seva germana Rosa i s'amaga en una casa segura fins al matí. Així, Enrique i Rosa escapen de la captura, només per saber que molts dels seus conciutadans han estat atropellats pels soldats. La mare dels nens també "desapareix": segrestada pels soldats. Així, amb els diners que els va donar la seva àvia, l'Enrique i la Rosa decideixen fugir de Guatemala, la seva terra natal, i es dirigeixen cap al nord.

### Coyote
Durant la segona part de la pel·lícula, els dos adolescents fugen de Guatemala, viatgen per Mèxic i coneixen un coiot mexicà que els guia a través de la frontera. Aquesta secció inclou diverses escenes còmiques relacionades amb l'estereotip mutu entre diferents grups ètnics; els dos intenten fer-se passar per indígenes mexicans, sense convèncer un camioner mexicà després d'anomenar la destinació equivocada, però més tard aconsegueixen convèncer un agent de la Patrulla Fronterera dels Estats Units omplint copiosament les seves respostes amb la paraula mexicana "carajos", que un veí els havia suggerit com parlen tots els mexicans.
Així Enrique i Rosa només són deportats a una ciutat fronterera de Mèxic i no a Guatemala, donant-los una base per a un segon intent de travessar la frontera. Després del seu primer intent fallit de creuar la "frontera", on un home fent-se passar per un coiot els enganya i intenta robar-los, tenen una experiència horrible quan finalment creuen la frontera entre els Estats Units i Mèxic a través d'un canonada de clavegueram plena de rates; el crític Roger Ebert va assenyalar:
| « | L'escena és horrorosa, sobretot perquè està clar que es tracta de rates reals. Rates lliures de malalties comprades a un laboratori, sí, però rates reals igualment, i encara que Gutiérrez era fòbica a les rates, va insistir a fer les seves pròpies escenes, i el seu pànic és real. | » |

### El Norte
A la part final de la pel·lícula Rosa i Enrique descobreixen les dificultats de viure als Estats Units sense documentació oficial. L'equip de germans i germanes troben feina i un lloc on viure i al principi se senten bé amb la seva decisió. Tanmateix, Rosa gairebé es veu atrapada en una incursió de la Migra i ha de trobar una nova feina. Treballant com a domèstica, es desconcerta quan el seu empresari anglo li ensenya una rentadora. L'Enrique es converteix en cap d'oficina i, a mesura que les seves classes d'anglès comencen a millorar el seu domini de l'idioma, és ascendit a un lloc d'ajudant de cambrer. Més tard s'hi acosta una empresaria que té una feina millor pagada per ell a Chicago com a capatàs, que inicialment declina; ell també es troba amb problemes quan un company de feina xicano gelós el denuncia a la immigració, el que fa que fugi del restaurant i busqui l'empresària.
Quan l'Enrique finalment decideix ocupar el càrrec, la Rosa es posa greument malalta de tifus per les mossegades de rata que va rebre durant el pas de la frontera. Quan això succeeix, l'Enrique ha de prendre la dura decisió de perdre el vol a Chicago per estar al seu costat, i així perd la posició. Mentre Enrique visita l'hospital, Rosa lamenta que no viurà per gaudir dels fruits del seu esgarrifós viatge als Estats Units. Rosa resumeix el tema principal de la pel·lícula quan li diu a l'Enrique:
| « | A la nostra pròpia terra, no tenim casa. Ens volen matar. ... A Mèxic només hi ha pobresa. Tampoc hi podem fer casa. I aquí al nord, no som acceptats. Quan trobarem casa, Enrique? Potser quan morim, trobarem una llar. | » |

Després de la mort pacífica de la Rosa, Enrique es mostra una vegada més esperant amb els altres jornalers en un aparcament, oferint els seus serveis a un home que busca "braços forts"; La crítica Renee Scolaro Rathke observa: "És una amarga comprensió que les paraules d'Arturo sobre que els pobres no són més que armes per als rics són vàlides fins i tot al Nord."
Encara que l'Enrique torna a treballar temporalment, el distreuen somnis desperts sobre els desitjos perduts de la seva germana per una vida millor. El pla final de la pel·lícula mostra de nou un cap tallat penjant d'una corda, que pot ser la mateixa imatge utilitzada a la part I de la pel·lícula; un crític ha comentat que un cap penjat i tallat és "un dispositiu simbòlic utilitzat en algunes pel·lícules llatines per significar que el personatge s'ha suïcidat".

## Repartiment
- Zaide Silvia Gutiérrez - Rosa Xuncax
- David Villalpando - Enrique Xuncax
- Ernesto Gómez Cruz - Arturo Xuncax
- Alicia del Lago - Lupe Xuncax
- Lupe Ontiveros - Nacha
- Trinidad Silva - Monte Bravo
- Enrique Castillo - Jorge
- Tony Plana - Carlos
- Diane Cary - Alice Harper
- Mike Gomez - Jaime

## Antecedents
Els orígens d'El Norte són les experiències del director a San Diego, Califòrnia, quan va créixer. Nava provenia d'una família fronterera i té parents a l'altra banda a Tijuana, Baixa Califòrnia. Quan era jove, travessava la frontera diverses vegades a la setmana, sovint es preguntava qui vivia en totes aquelles barraques de cartró del costat mexicà.
Per a la investigació, els productors d' El Norte van conèixer la situació dels indígenes guatemalencs a partir d'anys d'investigació, gran part realitzada entre exiliats que vivien al sud de Califòrnia. Segons Nava, "Hi ha centenars de milers de refugiatss d'Amèrica Central només a Los Angeles. Ningú en sap el nombre exacte, però una investigació de televisió recent estima que entre 300.000 i 400.000. En la nostra pròpia investigació, ens vam trobar amb una comunitat maia de Guatemala, 5.000 d'un poble, ara a Los Angeles. El poble original, que ara està mort, en tenia 15.000."
Annette Insdorf, escrivint per The New York Times, va dir que Nava parlava de la naturalesa singular de la frontera entre els EUA i Mèxic. Nava ha dit:
| « | La frontera és única: l'únic lloc del món on una nació industrialitzada del primer món comparteix la frontera amb un país del tercer món. A Califòrnia, només és una tanca: a un costat hi ha els barris marginals de Tijuana, a l'altre costat, San Diego. És tan gràfic! Aquest va ser el germen de la història. | » |

La pel·lícula s'ha convertit en un element bàsic de les classes de llengua espanyola i de geografia humana de secundària als Estats Units i dels estudis de multiculturalisme a la universitat.

### Finançament
Nava i Anna Thomas van passar dos anys recaptant diners per El Norte, però conscientment no van buscar estudis de cinema ni cadenes de televisió perquè, molt probablement, els directius de l'estudi exigirien que es fessin canvis en el guió, el càsting o tots dos. Gregory Nava i Thomas creuen que gran part del que fa especial a El Norte s'hauria posat en perill si un gran estudi hagués participat en el procés de realització de la pel·lícula.
El finançament de la pel·lícula va ser proporcionat per American Playhouse de PBS (50%) i la resta en prevenda. Una d'aquestes prevendes es va fer al Channel 4 del Regne Unit (una emissora de televisió pública).

## Temes

### Realisme màgic
Algunes parts d'El Norte ofereixen un exemple de com el realisme màgic llatinoamericà, que es troba principalment a les novel·les, s'ha representat en una pel·lícula de cinema. L'escriptora de The Washington Post Ann Hornaday va dir: El Norte va ser fonamental, tant per la seva gràcil combinació de narrativa clàssica i el realisme màgic, com pel poder amb què va donar vida a un món d'una altra manera invisible."

### Vista indígena i fanatisme
El Norte retrata un punt de vista amerindi i això s'exemplifica amb la religió que segueixen. Un exemple és quan Rosa Xuncax canta l'elogi al funeral del seu pare i els seus temes religiosos maies.. Una creença maia tradicional és que la vida té una naturalesa cíclica. Rosa canta en maia:
| « | Només hem vingut a dormir, a somiar. Totes les coses ens són prestades. Només estem a la Terra de passada. | » |

Al llarg de El Norte, els joves Rosa i Enrique i la seva família estan sotmesos a molts epítets, odi i fanatisme a causa dels seus orígens culturals indígenes. Quan el seu pare Arturo mata sense voler un soldat, per exemple, un ladino crida:
| « | Aquell indi malparit va matar Puma! | » |

I, quan Rosa i Enrique arriben al seu destí a Mèxic, un passatger crida als tímids joves maies:
| « | Hem arribat a Tijuana, maleïts indis. | » |

### Èxode de Guatemala
David Villalpando, l'actor que va interpretar Enrique Xuncax, va concedir una entrevista a Lear Media sobre què va significar la pel·lícula per a ell i per què creu que la pel·lícula és important. Villalpando ha dit:
| « | Fa quinze anys, els indígenes de Guatemala vivien un cruel extermini que els va obligar a fugir cap a Mèxic i els Estats Units. Aquest èxode va durar una dècada i mig milió de guatemalencs van fer el viatge als Estats Units buscant asil i refugi... El Norte es va convertir en un poderós element de lluita, va fer créixer públic, va buscar públic i va abandonar els cinemes per explicar-nos la seva veritat. | » |

## Producció
Quan Nava i el seu equip de producció van ser, més o menys, expulsats de Mèxic durant el rodatge de la pel·lícula, van haver de recrear un poble mexicà a Califòrnia. Nava va dir: "Estàvem filmant a Mèxic durant el final de la presidència de López Portillo, un dels últims cacics antics que va governar Mèxic. Un dia, homes amb metralladores es van fer càrrec del plató. Tenia pistoles apuntant al meu cap. Ens vam veure obligats a tancar la producció, subornar la sortida del país, lluitar per recuperar els nostres vestits i començar a rodar de nou a Califòrnia. Irònicament, als Estats Units els nostres extres eren autèntics refugiats maies. Eren la gent de la que parlava la pel·lícula."
Nava conta la història que, en un moment donat, la policia mexicana va segrestar el seu comptable i el va retenir per demanar un rescat, mentre que, al mateix temps, els seus pares van haver de fer-se passar per turistes per portar pel·lícules exposades fora del país a les seves maletes.

### Llocs de rodatge
La pel·lícula es va rodar a Mèxic i Califòrnia. A Mèxic: Chiapas, Morelos, Mèxic, D.F. i Tijuana. A Califòrnia: San Diego i Los Angeles.

## Distribució
La pel·lícula es va estrenar a Escòcia l'11 d'octubre de 1983. L'11 de desembre de 1983, la pel·lícula es va estrenar a la ciutat de Nova York i el 27 de gener de 1984 va fer la gran estrena.
Es va projectar a la secció Un Certain Regard al 37è Festival Internacional de Cinema de Canes.
El maig de 2000 es va tornar a publicar un tall de director.
La pel·lícula va ser presentada per Fathom Events el 15 de setembre de 2019 per commemorar el seu 35è aniversari i va incloure noves entrevistes amb el director Gregory Nava i les dues estrelles de la pel·lícula, Zaide Silvia Gutierrez i David Villalpando. La pel·lícula ha estat preservada per l'Academy Film Archive el 2017.

## Recepció

### Resposta crítica
Quan es va estrenar, el personal de la revista Variety va descriure la pel·lícula com la "primera èpica independent dels Estats Units".
En la seva revisió de quatre estrelles, el crític de cinema Roger Ebert es va mostrar satisfet amb el treball de Nava i Thomas i el va comparar amb una pel·lícula clàssica d'abans, escrivint: "El Norte (1983) explica la seva història amb una visualitat sorprenent. bellesa, amb un melodrama sense vergonya, amb una ira llevada per l'esperança. És un Grapes of Wrath del nostre temps."
En una escena on els personatges creuen a Califòrnia per mitjà d'un túnel de clavegueram infestat de rates i emergeixen a una vista de San Diego, el crític de Commonweal Tom O'Brien va escriure: "... l'escena resumeix la seva fortalesa estranya".
Els crítics de cinema Frederic i Mary Ann Brussat del lloc web Spirituality and Practice es van mostrar tocats per la història de Nava i Thomas i l'atenció que donen a les arrels natives del personatge, i van escriure: "L'atenció de Nava als detalls, especialment l'estètica, religió i la bellesa de la cultura índia i la seva simpatia per les vides interiors dels protagonistes eleven aquesta història per sobre dels seus moments melodramàtics i fan que la història sigui memorable."
No obstant això, alguns crítics de cinema es van oposar al que consideraven el final massa trist de la pel·lícula, ja que Vincent Canby, escrivint per a The New York Times, va escriure: "Fins al seu final arbitràriament tràgic, El Norte sembla a punt de fer una de les declaracions socia-polítiques més audaçment originals i satíriques que s'hagin trobat mai en una pel·lícula sobre els Estats Units com a terra de poder i oportunitat". Tanmateix, Canby va trobar la millor actuació i va assenyalar el realisme que aporten a les seves tasques. I va afegir: "El senyor Nava no patrocina la seva 'genteta'. Això té alguna cosa a veure amb la qualitat directa i poc actoral de les interpretacions, especialment de Zaide Silvia Gutierrez com a Rosa i David Villalpando com a Enrique, dos magnífics actors mexicans."
L'agregador de ressenyes Rotten Tomatoes va informar que el 92% dels crítics van donar a la pel·lícula una crítica positiva, basada en 60 crítiques.

### Distincions
Premis
- Festival des Films du Monde - Montréal: Grand Prix des Amériques, Gregory Nava; 1984.

Nominacions
- Premis Oscar: Millor guió escrit directament per a la pantalla, Gregory Nava i Anna Thomas; 1985.[26]
- Writers Guild of America, East: Premi WGA;Millor guió escrit directament per a la pantalla; Gregori Nava i Anna Thomas; 1985.

Altres distincions
- El 1995, la pel·lícula va ser seleccionada per a la seva conservació pel National Film Registry dels Estats Units.[27]

## Banda sonora
Una banda sonora de la pel·lícula va ser produïda a França per Island/Phono-Gram. L'àlbum va ser produït per Gregory Nava i Danny Holloway. El CD inclou música original per a la pel·lícula de Los Folkloristas, Emil Richards i Linda O'Brian.
També inclou "Rosa's Song" cantada per l'actriu Zaide Silvia Gutiérrez. Adagio per a cordes, pel compositor estatunidenc Samuel Barber, es va presentar en dos punts diferents de la pel·lícula. També conté fragments del Primer Concert per a violoncel i De Natura Sonoris No. 1 del compositor polonès Krzysztof Penderecki, l'últim dels quals s'utilitza dues vegades.

## Mitjans domèstics
The Criterion Collection va llançar El Norte en format DVD i Blu-ray el 20 de gener de 2009.